# Eva Deissen

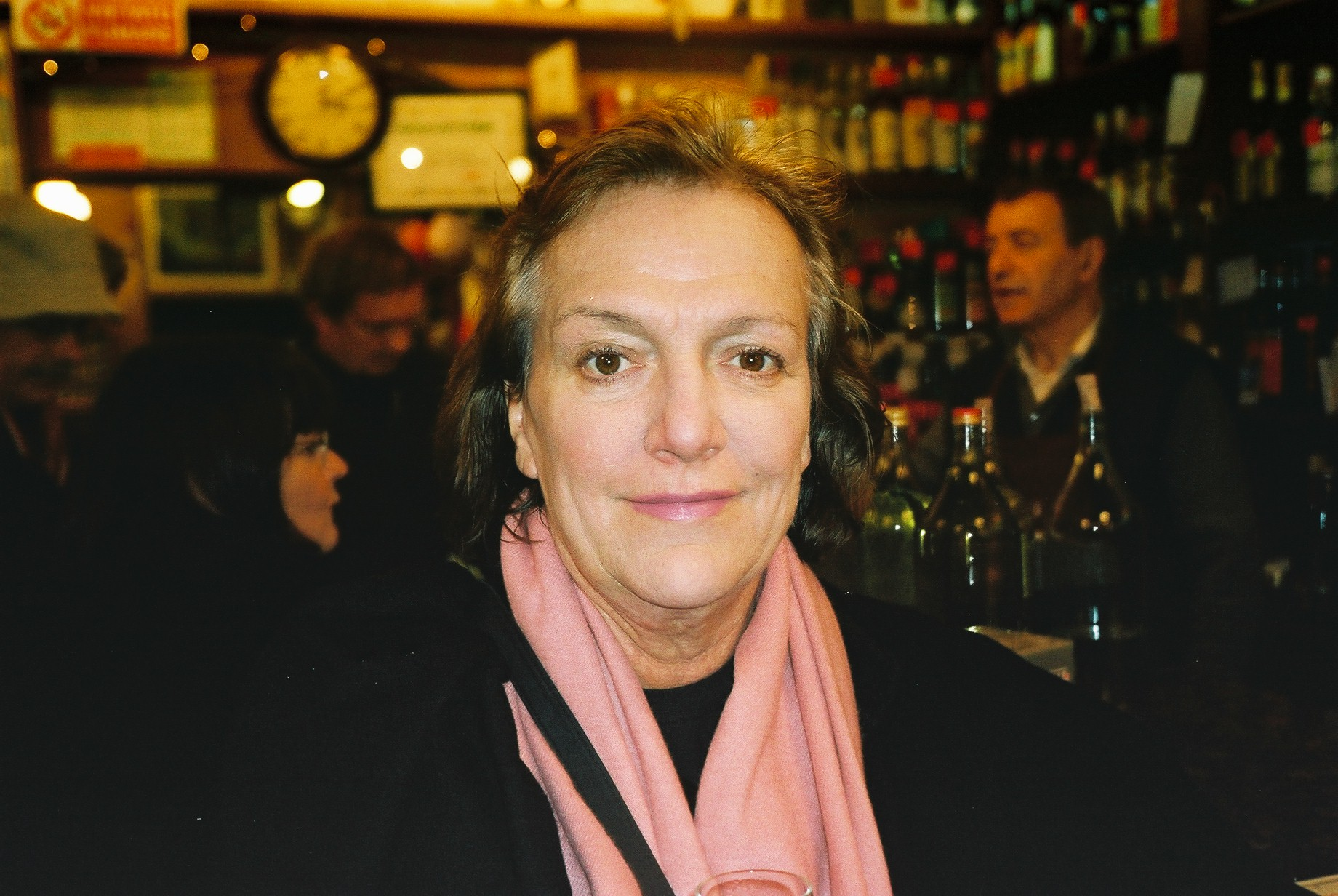
Eva Deissen (1947–2010)

Eva Deissen (* 29. November 1947; † 28. Dezember 2010) war eine österreichische Journalistin und Kolumnistin. 

## Leben
Deissen arbeitete seit 1968  als Reporterin, danach als Kolumnistin. Sie engagierte sich besonders für frauenpolitische Themen. Ihre Beiträge veröffentlichte sie in der „Kronen Zeitung“ und dann in der „täglich Alles“. 2001 arbeitete sie im Verlag „echomedia“ für das  Wiener Magazin „Wien live“ wo sie Porträts und Gesellschaftsreportagen verfasste. In der österreichischen Tageszeitung „Heute“ schrieb Deissen seit 2004 die Kolumne „Wiener Spaziergänge“. Eva Deissen wurde am 18. Jänner 2011 am Wiener Zentralfriedhof zu Grabe getragen.

## Werke
- Eva Deissen: Neue Kronen Zeitung Kochbuch. Ueberreuter (1991), ISBN 3-800-03417-4
- Hans Weiss und Eva Deissen: Hermann Leopoldi. Schön is so a Ringelspiel. Orac Verlag (1996), ISBN 3-701-51001-6
- Eva Deissen: 50 Jahre Ringturm. echomedia (2005), ISBN 3-901-76150-0
- Dietmar Posteiner und Eva Deissen: Mörbisch: Ein Festival schreibt Operettengeschichte. echomedia (2007), ISBN 3-901-76162-4

## Auszeichnungen
- 1980: Dr.-Karl-Renner-Publizistikpreis